# 最终幻想VI
《最终幻想VI》（台旧译「太空战士6」）是一款由史克威爾（現史克威爾艾尼克斯）開發，於1994年在超级任天堂平台发行的角色扮演遊戲，为最终幻想系列的第6部本传遊戲。故事設定在一個奇幻的世界，科技水準相當於第二次工業革命，講述了一個反抗組織試圖推翻帝國獨裁統治的過程點滴。遊戲有14位玩家角色，是最终幻想本傳系列作中可供玩家操控角色最多的。
本作1994年在北美首次發布時標題为「Final Fantasy III」，盖因在當時Final Fantasy系列的本傳有數部僅有日文版本未在歐美發行，造成北美版為順應當地編號而改名，所以有美國的老玩家視本作為FF3，但後來的歐美版本已改隨日版使用標題「VI」。PlayStation移植版于1999年发行，Game Boy Advance移植版于2006年发行，两个版本皆由東星軟體製作，并在原版基础上做了少量改变。游戏于2011年3月15日在日本Wii Virtual Console的線上服务上架，隨後在PAL區（2011年3月18日）和北美地區（2011年6月30日）发行。
《最終幻想VI》是系列第一款非坂口博信——系列制作人和創造者——监督的作品，该职务由北瀨佳範和伊藤裕之担当。长期負責系列美術概念的天野喜孝继续圖像和人物的設計，作曲家植松伸夫为本作配樂，發布後獲得好評，成為日式角色扮演遊戲的里程碑之一。随游戏發布的还有数张原聲音樂專輯。本作的超级任天堂版和Playststion單作移植版在全球销量已逾350萬套。

## 游戏玩法
如同之前的最终幻想作品，《最终幻想VI》有四个基本游戏模式：世界地图、城镇与迷宫地图、战斗画面和菜单界面。世界地图以俯视角度显示游戏的架空世界，玩家即通过该地图控制角色到达世界各个地点。和系列中的多数游戏相同，玩家通过步行、骑陆行鸟和乘坐飞空艇在世界穿行。除了少量剧情外，玩家还会在迷宫地图和世界地图上步行时随机遇敌。玩家可通过菜单界面进行决策，如决定哪些角色随旅行队伍、整理获得的装备、发动习得的魔法，还可以设置游戏系统。游戏使用经验值升级系统。
随着玩家进入城镇和迷宫，游戏情节将会发展。城镇居民会提供有用的信息，一些居民还自己经营道具或装备商店。在游戏后期，进入特定的城镇还会激活支线任务。迷宫以山洞、下水道、森林和建筑等各种形式出现，迷宫中多有宝箱，其中可能装有大多数商店无法买到的稀有道具。一些迷宫设有谜题与曲径，需要玩家将角色分为多只队伍。

### 战斗
《最终幻想VI》使用菜单制战斗，玩家需要在列有战斗、魔法和道具等指令的菜单中选择行动。战斗最大可使用四人队伍，系统则为《最终幻想IV》首度出现的传统即时战斗（ATB）系统。在该系统中，每个角色都有一个自动充满的行动指示条，其充满速度取决于角色自身的能力值。当角色的行动条充满后，便可为其下达行动。除了标准的战斗方式外，每个角色还可掌握一种特殊能力。例如，洛克掌握的能力是从敌人身上偷取道具，莎莉丝的特殊能力为封魔剑，可让她在下次行动前将大多种类魔法攻击吸收。
战斗的另一个元素是濒死技能，处于低生命值状态的角色偶尔会发动这种强力的攻击。角色在战斗胜利后会得到经验和金钱奖励。当角色累积一定的经验值后便会升级，升级会提升角色的能力值。此外战斗中还可以让另一个玩家参与游戏，玩家可从菜单中分配所控制的角色。

### 定制
在《最终幻想VI》中，有多种武器、防具和饰品可供玩家装备，这些物品会提升角色能力值，或让角色获得特殊能力。大多数的装备可供多名角色使用，每个角色还可装备至多两个饰品。大量饰品各有不同的用途和效果，如替换基本的战斗指令、让玩家装备多个武器、永久状态战斗改变，或在角色濒死时发动特殊技能。
虽然游戏开始时，能使用魔法的角色只有两个，但最终几乎全部角色都能学会魔法。角色可以装备魔石来召唤幻兽（除了系列中重复出现的召唤兽伊弗利特、希瓦、巴哈姆特和奥丁外，还有许多《最终幻想VI》独有的新召唤兽），习得特定的魔法咒语。装备魔石的角色在大多数战斗后，都会获得“魔法获得点”（AP）。当角色获得魔法AP后，他将逐渐从所装备魔石处习得技能，并会根据所装备的魔石类型，在升级时获得额外能力值加成。

## 情节

### 设定
《最终幻想VI》的情节发生在一个无名的广袤世界中。在游戏过程中，随着剧情发展，地理和大陆将会发生改变。在游戏前半段，世界被称为平衡世界。平衡世界包括三块大陆：北大陆分布一系列山脉，并建有很多玩家可以到达的城镇；南端大陆由帝国统治；东大陆则有一片游戏世界各处怪物都会出没的兽之原。在游戏中段，世界地理布局发生改变，三块大陆裂为几块不同大小的岛屿。这场游戏世界的改变被称作世界崩溃。
《最终幻想VI》和之前最终幻想作品中世纪的设定有所差异，游戏设定与蒸汽朋克环境。社会结构和19世纪后期相似，歌剧和美术在游戏中反复出现，技术水平相当于第二次工业革命。游戏中出现铁路和轮船，游戏世界北部的那鲁雪还运行采矿业。此外，游戏还出现一些由费加罗王国开发的现代工程业和武器（如链锯、電鑽和自动弩）。然而，通讯系统水平还没有显著发展，长途交流最常用的方式是由信鸽传信。
在游戏世界开始很久以前，被称作三鬥神的三个实体发生战争，这场战争被称为魔大战。战争发展成了灾难，释放的魔法能量将人类变成了魔法幻兽，他们成为了战争机器。最终三鬥神意识到自己造成了可怕的灾难，他们给了幻兽自由的意志，并封印了自己的力量，变成了石像。他们唯一的要求是让幻兽保证他们的力量被封印而不再重现。幻兽将石像神搬入隐蔽的世界，并将连同自己将雕像封印于人类世界之外。魔法的概念逐渐消失，变成了传说与神话，而人类建立了崇尚科学与技术的社会。在游戏的序幕，最先进的国家是帝国——一个由加斯特拉皇帝和其将军凯夫卡领导，残忍而走独裁扩张的国度。大约在游戏事件开始的18年前，幻兽世界和外界的屏障变弱。不久，加斯特拉利用这点进攻幻兽国度，并抓走了几个幻兽。
通过幻兽的力量能源，加斯特拉开始研究设计将魔法和机械结合，以及将魔法力量注入人类；最终一种被称作“魔导甲”的技术诞生。凯夫卡是最早被注入魔法成为“魔法骑士”的士兵，而这彻底损坏了他的心智。在游戏的开始，帝国正设法重新找到通往幻兽世界的大门，以重新发现全部魔法潜力。然而加斯特拉的军队正受到回归者——一个推翻帝国统治追求自由的反抗者组织——的对抗。

### 角色
《最终幻想VI》有14个永久玩家角色，是系列本传中人数最多的作品，此外玩家在游戏还可以短暂操作数个次要角色。游戏中最先出现的角色蒂娜·布蘭佛德是一名人和幻兽的混血女孩，帝国用精神控制设备操控她很长时间，因而她不了解什么是爱。其它主要角色还有：洛克·柯爾，隶属于反帝国组织“回归者”的财宝猎人，有着保护女性的强烈意念；莎莉絲·謝兒，原帝国女将军，在被帝国审问后加入了回归者；艾德加·費加洛，费加罗国王，非常沉溺于女色，自称忠于帝国但暗地里给回归者提供帮助；馬修·羅尼·費加洛是艾德加的弟弟，为了追求自己的道路而离开王室，并练习武术磨练能力；加源·加雷莫德是多玛国的忠诚剑士，因凯夫卡往王国的水源下毒而失去家人和朋友；西杰亚·希吉尔斯是一个积久的赌徒与追求刺激的探险者；影是一名雇用忍者，在游戏不同阶段为帝国和回归者都提供过服务；麗姆·艾利娃是擅长绘画的少女，具有魔法力量；斯特拉格斯·馬吉斯是丽姆的爷爷，一名青魔法师；嘎呜是从婴儿起就在兽之源长大的野孩子；莫古是那鲁雪矿山中的一支莫古利；烏瑪是那鲁雪野蛮但忠诚的雪人；格格是神秘的模仿师喔。
游戏中多数的主角对帝国有重大仇恨，特别是游戏主要反派凯夫卡和加斯特拉皇帝。配角反派乌托洛斯在游戏中多次作为喜剧穿插出现。少数《最终幻想VI》角色还在后来《艾薇莫的秘密》等游戏中出现。此外在史克威爾採用視算科技的Onyx工作站制作的3D試作版《最终幻想SGI》中，使用3D建模展示了洛克、蒂娜和影。

### 剧情
在《最终幻想VI》的开始，蒂娜·布兰佛德所在的帝国小队袭击那鲁雪，以寻找城市矿山新挖出冰冻幻兽。幻兽杀了她的控制者，而帝国对她的控制也随之解除，然而她无法记起她过去的一切。财宝猎人洛克·柯尔答应保护她，直到他恢复记忆，并帮助她逃到回归者——帝国的武装反抗团体——的隐匿之处。在途中，他们经过费加罗王国，并见到了国王艾德加·羅尼·費加洛，之后艾德加居住在他处的弟弟馬修·羅尼·費加洛也加入了队伍。在回归者总部，领导者巴农请蒂娜协助他们的反抗斗争，蒂娜同意了。正在反抗者准备回到那鲁雪研究冰冻幻兽时，帝国攻击了南费加罗。洛克前去城镇阻碍帝国的前进，而其他人决定乘筏沿附近的河前行。然而在和自称“章鱼皇室”的乌托洛斯战斗后，马修被冲到河流的另一个分叉。之后剧情分为三个分支，玩家需要分别控制三支队伍前往那鲁雪會合。在洛克篇中，他必须在不被发现的情况下，从帝国占领的南费加罗逃脱。被冲到另一块独立大陆的马修必须寻找返回的方法。而蒂娜、艾德加和巴农则继续沿河前往那鲁雪。最终，原来的队伍重新在那鲁雪会合，洛克带来了莎莉絲·謝兒——原帝国的女将军，因违抗帝国的残忍诡计将被处死。马修带来了加源·加雷莫德——在帝国包围多玛城时，因凯夫卡往水源投毒而全家被害的剑士——以及在兽之原帮助他们的野孩子嘎。在那鲁雪，回归者准备从帝国手中保卫冰冻的幻兽。在玩家成功击败帝国入侵后，靠近幻兽的蒂娜和幻兽产生共鸣，她自己也变成了幻兽一般的样子。她飞走了，她的转变让人感到困惑和战悚。
回归者东升寻找蒂娜，并在佐佐镇找到了她，但是大家仍然为她幻兽的形态而感到震惊。在这里他们还遇到了幻兽拉姆，拉姆告诉他们，如果能从帝国首都贝克塔的魔导研究工厂解放其它幻兽，他们应该会帮助蒂娜。贝克塔在南大陆，然而帝国已经禁止海上通行，因而回归者前往剧院，请世界上唯一飞空艇的拥有者西杰亚·希吉尔斯的帮助。他们到达贝克塔并试图解救幻兽，其中包括了蒂娜的父亲马丁。然而幻兽在贝克塔的实验中已经垂死，便选择结束生命变成魔石——幻兽死亡变成的魔石中凝聚了他们的力量，可以让其他人继续使用这些力量。垂死的幻兽自己变成魔石给了回归者。在一行人逃跑之前，凯夫卡到达，并让洛克等回归者产生对莎莉丝产生怀疑，这让莎莉丝很痛苦。然而她通过掩护一行人逃脱证明了自己。其他成员之后返回了佐佐镇，而蒂娜和她变为魔石的父亲产生了反应，她了解了她过去的信息，知道自己是由幻兽马丁和一个人类女子所生，并接受了作为半人类半幻兽的自己。
在和蒂娜重聚后，回归者决定全力进攻帝国，巴农请蒂娜前往幻兽之国交流，尝试获得幻兽的帮助。蒂娜成功打开了道路，而幻兽得知之前被帝国抓走的幻兽已经死亡，便激怒的进入人类世界，并摧毁了大部分贝克塔。当回归者回到帝国首都时，他们得到消息，加斯特拉皇帝称不再有战斗的意志，并邀请回归者参与和平谈判宴会。加斯特拉请蒂娜代他向幻兽传达他休战的意愿，蒂娜答应了。在洛克、影（受雇于帝国执行此任务的忍者）、莎莉丝和雷奥将军的同行中，玩家需要控制蒂娜来到魔法之村寻找幻兽，并在这里遇到爷爷斯特拉格斯·馬吉斯和孙女麗姆·艾利娃，二人也一起加入队伍。
不久他们就找到了幻兽，蒂娜说服他们接受与加斯特拉的停火。然而在谈判中，凯夫卡攻击了幻兽，将这些幻兽杀死并变为魔石。他还用不光彩的手段杀死试图保护幻兽的雷奥将军。之后回归者再此重聚，并意识到和谈是加斯特拉获得魔石的阴谋，而放着三斗神石雕的大陆被解开了封印。凯夫卡和加斯特拉穿过了通往幻兽界的大门，找到了三斗神，并让幻兽世界所在的岛屿分离，飞上天空变成浮空大陆。回归者设法阻止他们造成更大的破坏，虽然他们尽力，但却未能阻止凯夫卡和加斯特拉获得强大力量。获得力量后的凯夫卡立即杀死了加斯特拉，然后将雕像从正确的位置移动开，随着魔力平衡的打破，地面遭到了毁灭。在灾难中，西杰亚的飞空艇被撕裂，回归者们失散。
一年之后，莎莉丝从一个荒岛上从昏迷中醒来，并得知世界被凯夫卡毁坏。大部分的人口都死亡，动植物逐渐因疾病而亡，人类陷入了绝望。莎莉丝动身从孤岛出发，设法寻找其他伙伴。在多为支线的一系列任务中，玩家一个接一个的找到了所有生还的队员，同时还有两个新伙伴乌玛和Gogo加入。重聚的回归者乘坐西杰亚已故女友的飞鹰号飞空艇，潜入凯夫卡之塔，朝凯夫卡发起了新的进攻。在塔中，回归者穿过了凯夫卡的防御，并消灭了凯夫卡的新力量来源三座雕像。然而破坏了一切魔法来源的雕像，却没有发生任何反应，一行人意识到凯夫卡成功吸取了三斗神的力量，并成为一切魔法力量的来源。
在和凯夫卡的最终战中，一行人击败了他，然而随着他的消灭，魔石开始粉碎，杰夫卡的魔导之塔开始崩裂。蒂娜引导众人逃生，然而她因为自己半幻兽的血统也开始变得虚弱。然而，她父亲的魔石在粉碎前用精神告诉蒂娜，她可能在魔法消失后，以人类一半的血统存在。在结尾，一行逃离了凯夫卡之塔乘上了飞鹰号。蒂娜存活了下来，一行人乘飞空艇看着自己复兴的世界。

## 开发

### 创作
《最终幻想VI》在1992年12月前作《最终幻想V》发行之后进入开发。开发只用了一年便完成。系列创作人与总监坂口博信因为其它项目，并于1991年升任公司执行副总裁，不能像前作那样密切参与游戏。因此他担任制作人，并将《最终幻想VI》总监分任给北瀨佳範和伊藤裕之：北濑负责事件制作与剧本，而伊藤掌管全部战斗方面。坂口监督北濑的场景监督工作，并确保项目能结合为一个整体。《最终幻想VI》剧情背后的理念是每个角色都是主角。开发团队各成员为角色，及角色在整个剧情中的“章节”提出想法，北濑将其谓之“杂化流程”。因此，蒂娜和洛克由坂口构思；莎莉丝和嘎由北濑构思；影和西杰亚由图形总监野村哲也构思；艾德与马修由场景图形设计师田中香构思。然后北濑的任务是将坂口的故事前提与各角色章节统一，创作一个紧密结合的故事。《最终幻想VI》的剧本由四五人的小组编写，其中北濑准备了故事的关键元素，如歌剧情节和莎莉丝的自杀未遂，以及杰夫卡的登场。
最终幻想系列长期贡献者天野喜孝担任肖像与角色设计师，继续参与设计。他的概念创作图成为PlayStation重制版全动态影像的基础模型。图形总监之一高桥哲哉绘制了出现在游戏开场的帝国机械装甲；因此他忽略了坂口想重用游戏其它普通设计图的打算。游戏中出现的角色图标由涩谷员子所绘。在系列早期作品中，地图上的角色图标不如战斗中的精细，但《最终幻想VI》不顾屏幕而使用同样高清晰的图形。这得以让游戏通过动画来描绘各种动作和面部表情。虽然《最终幻想VI》并非首个使用超级任天堂Mode 7图形的游戏，但该技术的应用却比前作更加广泛。比如，游戏和《最终幻想IV》与《最终幻想V》皆不同，使用Mode 7渲染的世界地图，使一个本为二维的游戏有了些许三维效果。

### 英文本地化

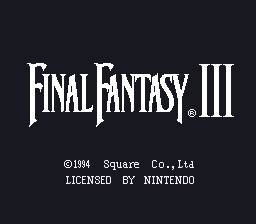
原始的北美版本，開場标题为最终幻想三

北美原版《最终幻想VI》由史克威尔本地化并发行，相较于日本超级任天堂原版，北美版做了一些改变。游戏最明显的变化是标题从“最终幻想VI”改为“最终幻想III”；其原因是在《最终幻想VI》发行之前，只有两部游戏在北美本地化，为保持标题连贯性，故将“最终幻想VI”易名为“最终幻想III”。和《最终幻想IV》（在北美首发时名为“最终幻想II”）不同，本作没有大幅改变游戏系统，但在剧本上做了一些内容修改和编辑调整。在1995年1月《Super Play》杂志的访谈中，翻译者泰德·伍尔西解释称“这里没有日文游戏中某些程度玩笑和性方面的内容，主因北美任天堂的条例与指导准则”。因此，有异议的画面（如裸体）被审查，城镇中的建筑标识和宗教引喻做了改变（如酒吧改为咖啡厅，“圣”（Holy）被改为“珍珠”（Pearl））。
同样，一些直接影射死亡、杀戮、暴力和进攻的词语被替换为更柔和表达方式。例如在艾德、洛克和蒂娜乘坐陆行鸟从费加罗城逃走时，在日版中，杰夫卡命令两个魔导装甲士兵追击，并喊“去！杀掉他们！”。而美版则翻译为“去！抓住它们！”同样，在帝国士兵放火烧费加罗，艾德称蒂娜没有藏在城堡时，日版中杰夫卡回答“那么你就会被烧死”而美版改为“那欢迎成为我的烤肉！”。类似的，当魔导装甲士兵看着艾德等人乘陆行鸟逃走时，在日版中杰夫卡咒骂“狗娘养的！”，而泰德·伍德西的翻译为“潜水员的儿子！”。本地化还修改了一些名称，如“蒂娜”改为“特拉”。最终，因为游戏卡带ROM容量有限，对话文本文件不得不缩短。因此，为了将其压缩至可供卡带容纳，额外变化改都以对话呈现。伍尔西独自使用30天完成翻译。
PlayStation移植版的英文本地化在原版基础上略作修改。为了和之前日美都发行的《最终幻想VII》保持序数一致，游戏标题又从“最终幻想III”改回“最终幻想VI”。移植版少量道具和角色名称作了调整，如“Fenix Town”展开为“Phoenix Town”。和后来收录于《最终幻想编年史》合辑的《最终幻想IV》不同，本作的脚本基本没有修改。Game Boy Advance再发行版使用了另一名译者汤姆·斯拉特瑞的新翻译。该版本保留了伍尔西译本的大多数角色名、地名和术语，但其按照系列最新作品的惯例，重新翻译了道具和魔法名。修订的脚本保留了原版的某些古怪台词，但其它内容则被修改或编辑，并清理了原版译文的某些令人困惑的地方。Wii Virtual Console版游戏使用了超级任天堂游戏“最终幻想III”的名称。

### 音乐
《最终幻想VI》的原声由系列长期作曲家植松伸夫谱写。配乐包括角色、地点主题曲，以及普通战斗、头目战斗和特殊场景音乐。游戏音乐曲目的典型特征之一便是使用了大量主乐调。特殊场景配乐则如歌剧演出场景中播放的《玛丽亚》。因SPC700音频格式芯片无法支持真实人声（虽然几年后一些开发商想到了突破限制的方法），故该曲目配以不能听懂的合成“声乐”和旋。管弦专辑《最终幻想VI 终场演奏》收录了重编版版《玛丽亚》，歌曲由Svetla Krasteva演唱意大利语的歌词，并以管弦乐伴奏。该版本还出现于索尼PlayStation版游戏的结尾全动态影像中，该版本歌词相同但音乐编曲有别。此外，专辑《管弦游戏音乐会4》中还收录了加长版的歌剧编曲，该版本由小野崎孝輔指挥，东京交响乐团演奏，青木美稚子、黑田博、大野彻也演唱人生。歌曲还在2005年吉布森剧场的“More Friends”音乐会上，以新英语翻译歌词演唱，音乐会已经出版专辑。游戏和凯夫卡的最终战配乐《妖星乱舞》和风琴装饰乐段，以及凯夫卡主题变奏曲组成了17分钟的音乐。结合各玩家角色主题曲的《结束曲》为一段21分钟的作品。
原版配乐在日本以三碟装CD专辑《最终幻想VI 原声版》形式发行。该专辑随后在北美以“最终幻想III：凯夫卡的领域”为题发行，除包装和一些曲目的翻译略有差别外，该版本和日版相同。《最终幻想VI 终场演奏》中收录了游戏的11首曲目，曲目由鹭巢诗郎和齐藤桓方重编，Ensemble Archi Della Scala和意大利米兰交响乐团演奏。第二张改编专辑《钢琴选集 最终幻想VI》收录了13首游戏曲目，专辑由玲子野村以钢琴演奏。在2007年6月2日瑞典斯德哥尔摩的“Play! A Video Game Symphony”音乐会上，团体Machinae Supremacy演奏了《最终幻想VI》最终头目战主题曲《妖星乱舞》。
植松伸夫的摇滚乐团黑魔导士在其2003年的同名首张专辑中收录了前卫金属版《妖星乱舞》。其2008年专辑《黑魔导士III 黑暗与星光》的副标题取自同名歌曲《黑暗与星光》，该歌曲为摇滚歌剧版的《玛丽亚》，并由太田悦世演唱。

## 重制

### PlayStation
《最终幻想VI》由东星软件移植于索尼PlayStation平台，并由史克威尔于1999年在日本和北美发行。在日本，游戏以单独发售和收录于4—6代合輯《Final Fantasy Collection》两种形式发行，而北美版只以收录于5、6代合輯《Final Fantasy Anthology》的形式发行。游戏在欧洲以单独形式发售。公司在日本还发行了50,000份限量版游戏，其中附随最终幻想主题闹钟。《最终幻想VI》PlayStation版和日本超级任天堂非常相似。除了加入开场和结尾的两个全动态影像，以及战斗开始和结束的新效果外，图形、音乐和音效与原版无异。在游戏系统方面，最明显的变化是修正了原版的少量软件错误（除了PlayStation版出现载入时间外），以及新增可供玩家通过PlayStation RAM快速储存进度的“笔记储存”功能。移植版还增加了怪兽图鉴和插画画廊等功能。2012年12月18日在日本发行的合辑《最终幻想25周年纪念终极包》收录了游戏PlayStation移植版。

### Game Boy Advance
《最终幻想VI》由东星软件再次移植于Game Boy Advance平台。游戏由史克威尔艾尼克斯于2006年11月30日在日本发行，任天堂于2007年2月5日和2007年7月6日在北美和欧洲发行；移植版名称为“最终幻想VI Advance”。Game Boy Advance版新增了一些游戏要素，使用了略有改进的画面，北美版按照日版名称重新翻译了魔法和怪兽名。然而游戏取消了PlayStation版的全动态影像。移植版加入了四个新幻兽：利维坦、基加美修、仙人掌和迪亚波罗斯。该版本新增了两个场景，其一是龙穴迷宫，其中有在原版中有代码但未使用的皇帝龙；其二是“灵魂神殿”，在这里玩家可以连续不断的和怪物作战。此外游戏还加入了三个新技能，并修正了原作的几个bug。和其它掌机最终幻想移植版类似，游戏加入了怪兽图鉴和音乐播放器功能。有趣的是，即使在日版中，音乐播放器也使用英文，并且使用的是北美版的名称。游戏包装使用了原作角色设计师天野喜孝的新插画。

### Virtual Console
原超级任天堂版于2011年3月15日、2011年3月18日和2011年6月30日分别在日本、PAL区（欧洲和澳洲）和北美Wii Virtual Console上发行。游戏在西方使用了原北美版标题“最终幻想III”。

### PlayStation Network
《最终幻想VI》于2011年4月20日在日本PSone Classic上发行，2001年6月2日在PAL区发行，2011年12月6日在北美发行，用户可通过PlayStation Network服务下载游戏。

### Android和iOS
史克威尔艾尼克斯总监兼制作人时田贵司于2013年10月10日宣布，2013年冬季将为iOS和Android系统发行手机定制版的《最终幻想VI》。该版本是本作首次中文化。

## 评价
《最终幻想VI》发售後，获得评论和商业成功。1994年的SFC版在日本賣出255萬份。在2018年，本作於IGN的“史上最佳100大RPG”排行榜中處於第2位。截至2003年3月31日，SFC版與PS版合計在全球出货348万份，其中日本262万份，海外86万份。收錄本作的合輯《Final Fantasy Collection》于1999年售出40万，成为日本当年第31畅销游戏，《周刊Fami通》一组六名评论员给游戏打出54/60分。PS平台上收录本作PS版本的日版4—6代合辑《Final Fantasy Collection》与美版5、6代合辑《Final Fantasy Anthology》累計售出約125萬套。

游戏从原版发售起便获得赞扬，《GamePro》为游戏打出了5/5，称“人物、情节和多选择剧本全部交织成一款极好的游戏”。《电子游戏月刊》给游戏打了9/10并将其列为月度游戏，他们认为“具有如此深度和现实主义的RPG千载难逢”。游戏获得《电子游戏月刊》1994年电子游戏奖中的数项，其中包括最佳电子游戏、最佳日本角色扮演游戏，和最佳卡带游戏音乐。在《电子游戏月刊》1997年的“史上最伟大的100个游戏机游戏”名单中，游戏位列第9。《任天堂力量》则称游戏为“这十年RPG的成功”，并认为其改进的音效和画面超越了前作，同时游戏拓宽了主题范围。此外，他们还提出“有这么多故事和玩法的变化，爱好者有时可能迷失于这个世界几个月”。它们在1997年将游戏列为第8大任天堂游戏，称其“有你可能想要的一切——勇士、世界崩裂事件、魔法、无心的罪恶——外加非凡的狗拦截者！”2008年，ScrewAttack将游戏列为第三大超级任天堂游戏，仅次于《塞尔达传说 众神的三角之力》和《超级银河战士》。《任天堂力量》将《最终幻想VI》的结局列为最佳结局之一，称以深刻印象的角色瞬间，巩固他们成为史上几个最难忘的最终幻想主角。他们还将歌剧场景列为角色扮演游戏表现感动和情感的证明。
游戏在PlayStation版发行后继续获得评论赞扬，《GamePro》和《电子游戏月刊》分别为游戏打了4.5/5和9.5/10。《任天堂力量》2006年再度将游戏列为最佳任天堂游戏之一，将其置于“任天堂平台最佳200游戏”的第13位，称其可能是史上“最棒的”最终幻想。2005年，多媒体新闻网站IGN将《最终幻想VI》列为最佳100游戏的第56位，在最终幻想作品中位次《最终幻想IV》名列第二。IGN称PlayStation移植版的图形“美丽而令人震惊”，并称在发布当时“《最终幻想III》代表RPG应有的一切”，状态值成长系统的灵感后来影响了《荒野兵器》和《幻想水浒传》等游戏。此外他们还称赞了游戏系统和情节，称这些方面吸纳了“先前全部的RPG理念，并且要么想出了一些全新的东西，要么充分将其精炼为自己的”，并创立了一个玩家“不会觉得闯过简单图形很苦难，或是游戏规则看着过时，并开始参与”游戏的氛围。在IGN 2007年新版的“最佳100”榜单中，《最终幻想VI》位列第9，排在全部最终幻想游戏之首。他们继续提到游戏的角色发展，并特别称杰夫卡是“RPG史上最难忘的恶棍之一”。2009年，《Game Informer》将超级任天堂版《最终幻想III》列为“史上最佳200游戏”的第8位，称其为“完美的2D角色扮演游戏”。游戏在2001年的榜单中排名第7位。
在2006年上半年日本杂志《Fami通》举办的读者票选中，游戏位列第25名。RPGamer为原版和PlayStation移植版游戏皆打了满分，称其游戏系统“足够自明，几乎全部玩家都能上手游戏并定制角色的装备”，他们同时称赞游戏音乐是“16位的杰作”。代之的是，他们称游戏音效有限，游戏自身因“单一结局，剧情一条（主）线及（强制）支线”而缺少重玩价值。此外他们认为游戏英文翻译“平平常常”，“比一些好但比另一些差”，并对游戏难度提出了类似意见。然而他们称剧情是游戏“最独特的方面”，并称其庞大角色阵容“几乎全部都有大量发展”，并有“出人意料的现实世界问题，从青少年怀孕到自杀，这些大多在RPG中空前绝后”。总的来说，RPGamer称赞游戏为“伟大的杰作”和“史上真正最伟大的游戏之一”。
Game Boy Advance版游戏同样获得称赞。在2007年IGN Game Boy Advance历史回顾专题中，游戏获选史上第8大Game Boy Advance游戏。2009年，《最终幻想VI》入选IGN电子游戏名人堂，继初代《最终幻想》后成为第二款入选的最终幻想游戏。《最终幻想VI》在2008年G4 TV最佳必备RPG榜单中位列第1。

## 影响
《Final Fantasy VI: 互動CG游戏》（Final Fantasy VI: The Interactive CG Game，又称“最终幻想SGI示範”，是在《Final Fantasy VII》尚未發表時，由史克威尔使用《最终幻想VI》角色与设定制作的短篇遊戲試作版。制作硬體選用了視算科技（SGI）的Onyx工作站，本次嘗試是史克威尔首次进入3D图形领域；多方猜测这是为同样使用SGI硬件的任天堂64开发下一部最终幻想作品的先兆，但最終系列作轉投了PlayStation平台。而試作版中的技术随后用于渲染《最终幻想VII》的全动态影像和之后的PlayStation游戏。遊戲展示了一場战斗中的蒂娜·布蘭佛德、洛克·柯爾和影。游戏主要通过滑鼠控制也加入了手勢操作：例如以星形状移动鼠標会召唤一条龙来攻击。
2010年4月27日，史克威尔艾尼克斯制作人桥本真司称，《最终幻想VI》的任天堂DS重制版开发因“技术问题”而“未决”。但随后史克威尔艾尼克斯讨论《VI》和《V》将重制于任天堂3DS；不过最终并没有实践。